# Dylan Efron
Nicholas Dylan Harrison Efron (* 6. Februar 1992 in San Luis Obispo, Kalifornien) ist ein US-amerikanischer Fernsehproduzent, Stuntman und Influencer.

## Leben
Efron kam als Sohn eines Elektroingenieurs und einer Verwaltungsassistentin im kalifornischen San Luis Obispo zur Welt und wuchs in Arroyo Grande auf. Sein älterer Bruder ist Schauspieler und Sänger Zac Efron; er hat zwei weitere Halbgeschwister. Efron studierte an der California Polytechnic State University Wirtschaftswissenschaften und Ökonomie und schloss das Studium 2013 mit dem Bachelor ab.
Als Produktionskoordinator wirkte Efron an Filmen wie Ready Player One, The Accountant, Live by Night und American Sniper mit. Im Jahr 2019 drehte Efron mit seinem Bruder Zac auf Youtube Reise- und Abenteuervideos, die in der Reihe Off the Grid veröffentlichte. Mit Flow State veröffentlichte Efron zudem 2020 eine fünfteilige Youtube-Reihe, in der er unter anderem mit Skaterin Letícia Bufoni Klettern ging.
Efron war Produzent der von 2020 bis 2022 laufenden Reisedokumentationsserie Um die Welt mit Zac Efron, für die er 2021 und 2023 für einen Daytime Emmy in der Kategorie Outstanding Travel, Adventure and Nature Program nominiert wurde. In der Serie war er gelegentlich auch vor der Kamera zu sehen. Er ist auf Instagram als Reiseinfluencer aktiv und hat über eine Million Follower hat. In den 2023 veröffentlichten Disney-Serien Ahsoka und The Mandalorian war Efron zudem als Stuntman zu sehen und erhielt 2024 als Teil des Stuntteams zwei Nominierungen für einen Screen Actors Guild Award in der Kategorie Bestes Stuntensemble in einer Fernsehserie.
Anfang 2025 nahm Efron an der US-amerikanischen Fernsehshow The Traitors teil, die in Deutschland unter dem Titel Die Verräter – Vertraue Niemandem! adaptiert wurde. Mit den weiteren „Faithfulls“ („Loyalen“) Ivar Mountbatten, Dolores Catania und Gabby Windey gewann er die Staffel. The Hollywood Reporter zählte ihn in der Folge im März 2025 zu ihrer aktuellen „Person of Interest“.

## Auszeichnungen
- 2021: Nominierung Daytime Emmy Award, Outstanding Travel, Adventure and Nature Program, für Um die Welt mit Zac Efron
- 2023: Nominierung Daytime Emmy Award, Outstanding Travel, Adventure and Nature Program, für Um die Welt mit Zac Efron
- 2024: Nominierung Screen Actors Guild Award, Outstanding Action Performance by a Stunt Ensemble in a Television Series, für The Mandalorian
- 2024: Nominierung Screen Actors Guild Award, Outstanding Action Performance by a Stunt Ensemble in a Television Series, für Ahsoka